# Кома (албум)
Кома је назив осмог студијског албума Секе Алексић који је издат за Сити рекордс 10. априла 2017.

## О албуму
Први сингл са албума је песма Ево, објављена 1. априла 2017. за коју је певачица избацила спот. Већ 15. априла, Сека је објавила спот за песму Кома.
Песма Црноока из 2016. се нијe нашла на албуму.

## Списак песама
1. Кома
2. Докторе
3. Ево
4. Фине и поштене
5. Полудела
6. Хаљина на пруге
7. Ти и ја смо пар
8. Боца плина
9. Фластер